# اسفنج‌های شاخی
اسفنج‌های شاخی یک رده از شاخه اسفنج دریایی هستند.
در طبقه‌بندی علمی زیست‌شناسی به رده اسفنج‌های شاخی، بس‌اسفنج‌ویسان (Demospongiae یا Demospongea) گفته می‌شود.
اسفنج‌های شاخی فراوان‌ترین ردهٔ روزنک‌تباران (اسفنج‌های دریایی) که در آب‌های شیرین یا دریا زندگی می‌کنند؛ برخی از آن‌ها فاقد سوزنه (spicule) هستند، اما آن‌ها که سوزنه دارند، سوزنه‌هایشان سیلیسی و غیرشش‌شاخه‌ای است.
نکته جالب اینکه این اسفنج‌ها دارای واکوئل‌های انقباضی جهت بیرون راندن آب اضافی هستند که بجز آن‌ها تنها در آغازیان به چشم میخورد.